# 马边兔儿风
马边兔儿风（学名：Ainsliaea angustata）为菊科兔儿风属的植物，为中国的特有植物。分布在中国大陆的甘肃、陕西、四川等地，生长于海拔550米至1,250米的地区，常生于路旁草从事、水边及石上，目前尚未由人工引种栽培。